# 艾尼亚尔普
艾尼亚尔普（法語：Ainharp，法語發音：[ajɲaʁp]）是法国大西洋比利牛斯省的一个市镇，属于奥洛龙-圣玛丽区。

## 地理
艾尼亚尔普（43°15'38"N, 0°55'49"W）面积14.07 平方千米，位于法国新阿基坦大区大西洋比利牛斯省，该省份为法国东南部省份，涵盖了贝阿恩与北巴斯克，西临大西洋比斯開灣，北至朗德省，东北接热尔省，东临上比利牛斯省，南与西班牙接壤。
与艾尼亚尔普接壤的市镇（或旧市镇、城区）包括：阿鲁-伊托罗茨-奥拉伊比、埃斯佩斯-安迪兰、加兰丹、洛伊灿-奥耶尔克、莫莱翁-利沙尔、奥迪亚尔普、维奥多斯-下阿邦斯。
艾尼亚尔普的时区为UTC+01:00、UTC+02:00（夏令时）。

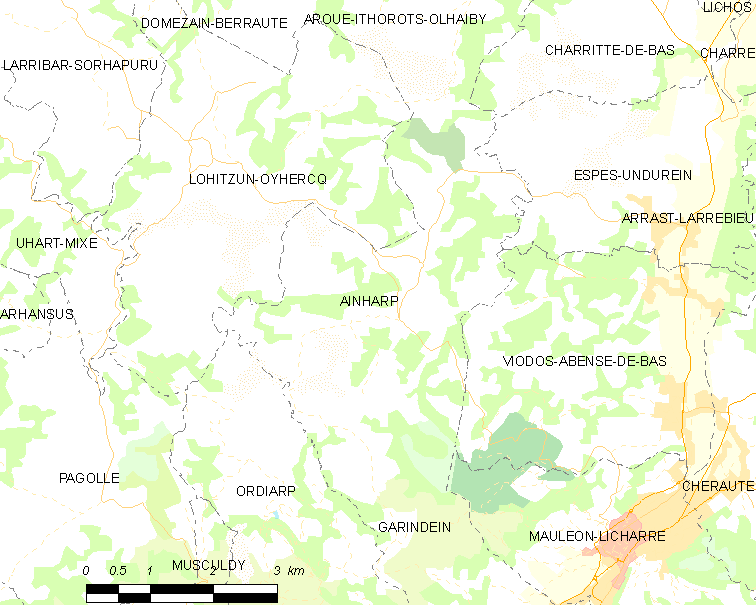
艾尼亚尔普的OSM定位图

## 行政
艾尼亚尔普的邮政编码为64130，INSEE市镇编码为64012。

## 政治
艾尼亚尔普所属的省级选区为巴斯克山地县。

## 人口

1962-2008年间艾尼亚尔普人口变化图示

艾尼亚尔普于2022年1月1日时的人口数量为128人。